# Jean-Balthazar de Cabanes de Viens
Jean-Balthazar de Cabanes de Viens (né vers 1646 à Aix-en-Provence, mort à Tournai le 9 mai 1697) est un ecclésiastique français qui fut vicaire général de l'évêque de Riez, évêque désigné de Grasse et finalement évêque de Vence de 1686 à sa mort.

## Biographie
Jean-Balthazar de Cabannes est issu d'une « famille de robe » provençale. Il est le fils de Balthazar baron de Viens, président de la Cour des Comptes d'Aix-en-Provence, et de Madeleine de Valavoire, sœur de l'évêque de Riez Nicolas de Valavoire. Il devient le vicaire général de son oncle maternel et assiste à l'Assemblée du clergé gallican de 1682. Il décline la succession de son oncle mort le 28 avril  comme évêque de Riez et sa désignation comme évêque de Grasse en 1685 lorsque François Verjus est destiné au siège de Glandèves. Il est finalement investi de l'évêché de Vence pour lequel il est désigné le 26 avril 1686. Il dirige le diocèse comme vicaire capitulaire avant d'être consacré le 29 novembre 1693 dans l'église du séminaire des Missions étrangères de Paris par Charles Le Goux de la Berchère  l'archevêque d'Albi. Il meurt dès le 9 mai 1697.

## Succession apostolique
Jean-Balthazar de Cabanes de Viens a ordonné les évêques suivants :
- Évêque Charles-Madeleine Frézeau de Frèzelière (1694)

## Articles liés
- Hôtel de Cabanes